# Bovenwindse Eilanden (Kleine Antillen)

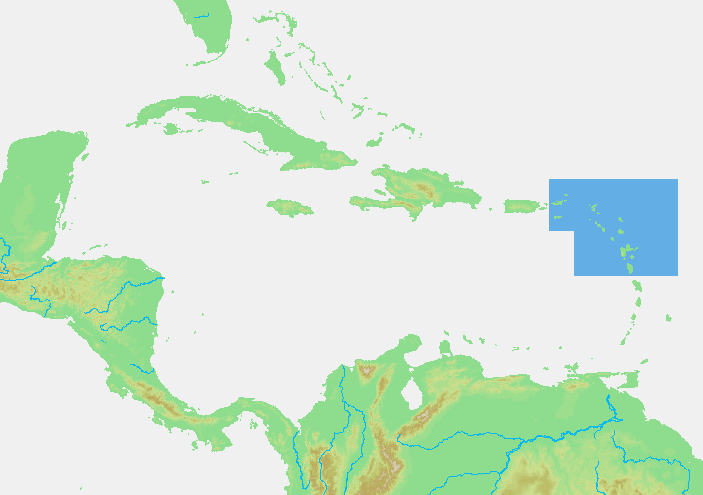
Indeling in het Engels: de Leeward Islands

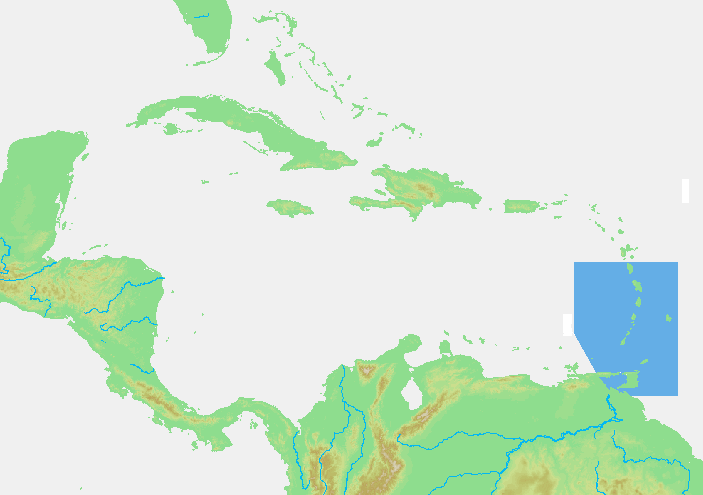
Indeling in het Engels: de Windward Islands

De Bovenwindse Eilanden of eilanden boven de wind zijn een groep eilanden in de Caribische Zee, behorende tot de Kleine Antillen. De naam verwijst naar de ligging ten opzichte van de heersende noordoostelijke passaatwinden.
In deze eilandenband liggen onder meer de Nederlandse eilanden Saba, Sint Eustatius en Sint Maarten. In Nederland verwijst men met Bovenwindse Eilanden van oudsher naar deze drie eilanden, die soms ook SSS-eilanden worden genoemd.

## Overzicht
De Bovenwindse Eilanden bestaan vanaf Puerto Rico gezien achtereenvolgens uit de volgende eilanden en gebiedsdelen:
Leeward Islands:
- Maagdeneilanden
  - Amerikaanse Maagdeneilanden
  - Britse Maagdeneilanden
- Anguilla
- SSS-eilanden
  - Sint Maarten
  - Saba
  - Sint Eustatius
- Saint-Barthélemy
- Antigua
- Barbuda
- Saint Kitts
- Nevis
- Montserrat
- Guadeloupe
- Dominica

Windward Islands:
- Martinique
- Saint Lucia
- Barbados
- Saint Vincent
- Grenadines
- Grenada
- Trinidad en Tobago
  - Trinidad
  - Tobago

## Verwarring
De onderverdeling in het Engels wijkt af van die in het Nederlands (en enkele andere talen, zoals het Frans, het Spaans en het Duits), omdat in het Engels de "Bovenwindse Eilanden" (Windward Islands) slechts tot een kleinere subgroep van de Bovenwindse Eilanden beperkt worden. Enkel de eilanden ten zuidoosten van Dominica worden tot deze Windward Islands gerekend. In vergelijking met de Engelse Windward Islands liggen de SSS-eilanden beneden de (zuidoosten)wind en behoren ze dus tot de Leeward Islands, maar in vergelijking met de ABC-eilanden liggen de SSS-eilanden boven de wind en worden de SSS-eilanden in Nederland dus de Bovenwindse Eilanden (van de Nederlandse Antillen) genoemd.
In het lokale Engels dat wordt gesproken op de SSS-eilanden, die volgens de Engelse indeling behoren tot de Leeward Islands, worden de SSS-eilanden de Windward Islands genoemd (conform de Nederlandse benaming).